# Золотарёвское городище
Золотарёвское городище — археологический памятник, относящийся к III–IV, VIII—XIII векам. Пограничное городище Волжской Булгарии, расположенное в верховьях реки Суры, вдоль оврага, по которому течёт река Медоевка, в 0,5 км к северо-западу от центра посёлка городского типа Золотарёвка под Пензой. Здесь предположительно в 1237 году произошло крупное сражение между защитниками средневекового города и идущими на запад монгольскими войсками.

## Археологические исследования
Городище было открыто в 1882 году Ф. Ф. Чекалиным и считалось крепостью засечной черты XVII века. В 1952–78 годах археологическая экспедиция М. Р. Полесских продолжила изучение городища. Было вскрыто более 1000 м² культурного слоя, что позволило определить время существования городища и его культурную принадлежность. Здесь было довольно крупное поселение с мощной крепостью в центре и большим посадом вокруг. Городище расположено на мысу высотой до 20 м, образованном двумя оврагами, и огорожено со всех сторон валом со рвом. Поперёк мыса насыпаны еще 4 вала со рвами. В центре валов есть проезд. За внешним валом широкая полоса круглых ловчих ям, расположенных в шахматном порядке, глубиной около 1 м. Общая площадь Золотарёвского поселения 14 га, что сопоставимо с городами Древней Руси. Площадь городища около 2,5 га.
В 1998–2000 годах возле городища археологической экспедицией под руководством профессора Г. Н. Белорыбкина было открыто и обследовано три новых селища и новая система укреплений городища. На Золотарёвском городище регулярно ведутся археологические раскопки, которые выявили усадебную застройку. На базе экспедиции работает детский археологический лагерь.

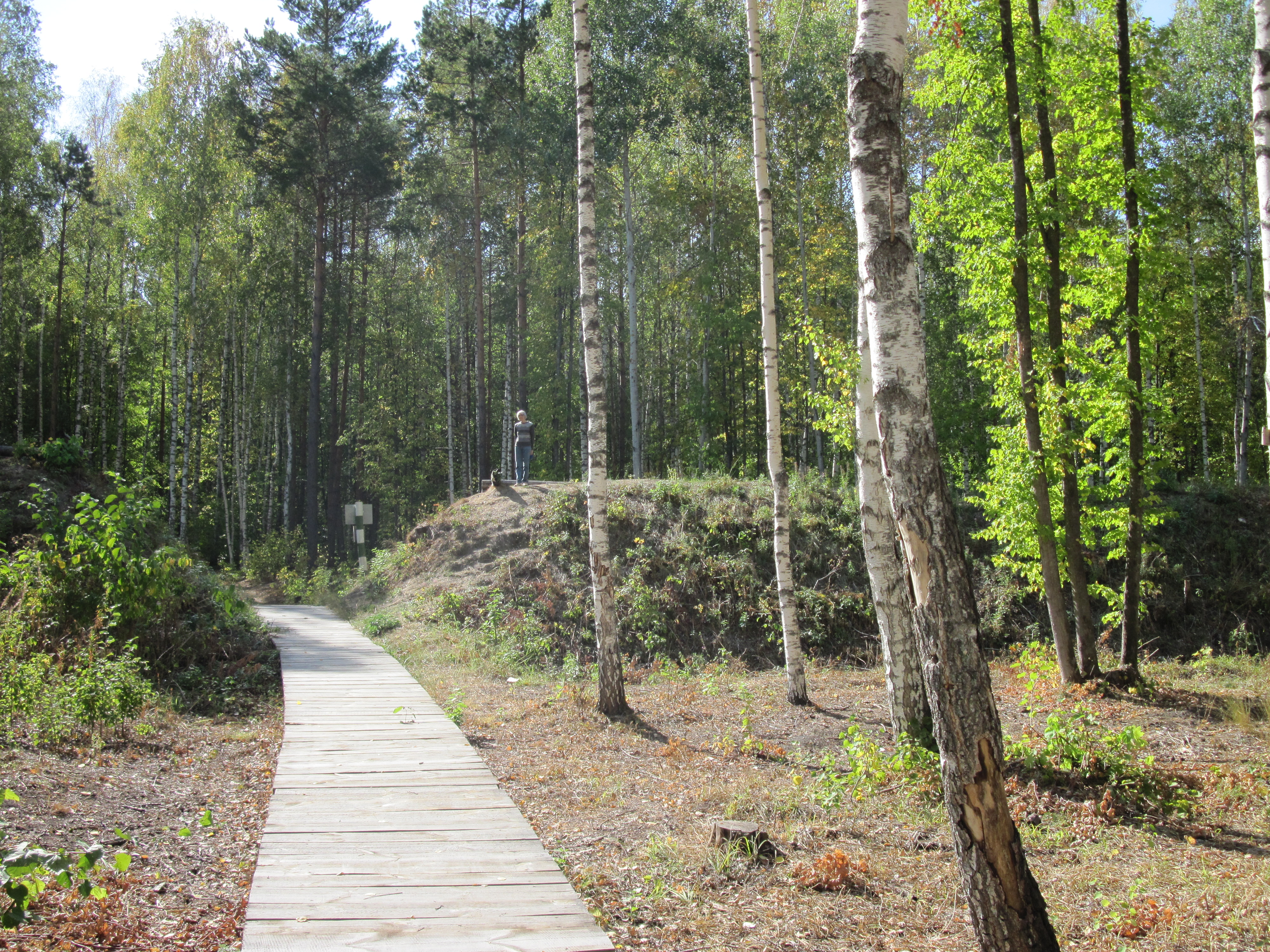
Вал Золотарёвского городища

В сооружениях Золотарёвского городища с точки зрения строительных технологий, так и со стороны их планиграфии, были выявлены зоны жилой застройки и зоны хозяйственных и производственных сооружений. Сами постройки расположены по территории городища хаотично, но привязаны к внутренним дорогам. Средние размеры жилых сооружений составляют 4×3 м, хозяйственных — 2×2 м. Очаги для приготовления пищи расположены, как правило, в стороне и огорожены плетнем. Среди особенностей можно выделить два длинных сооружения (казармы) с утрамбованной площадкой между ними. Изучение этих материалов позволило выявить также традиции Древней Руси и Волжской Булгарии. Исследователями особое внимание уделено защитным сооружениям, которые формировались на протяжении многих лет с X по XIII век и сохранили ряд уникальных элементов. В первую очередь это ловчие ямы, расположенные в шахматном порядке с напольной стороны городища, а также обмазка рва глиной и внутренние дорожки вдоль вала. Все это делает Золотарёвское поселение опорным памятником средневековой истории Восточной Европы.
Стилизованная маска-амулет из раскопок Золотарёвского городища стала символом городища и основной фигурой флага Пензенского района.

## История городища
Согласно современным представлениям, древнейший период существования поселения относится к III–IV векам, о чём свидетельствует найденная лепная «рогожная» керамика городецкой культуры. Более разнообразен в археологических находках материал VIII–X веков, который учёные связывают с мордовским населением. Это не только посуда, но и украшения, орудия труда, оружие. Считают, что в этот период Золотарёвское городище имело обширные связи с южными и с восточными племенами.
В X веке городище было завоевано буртасами, но впоследствии в XI веке вошло в состав Волжской Булгарии. С XI по XIII века здесь жили буртасы, булгары, мордва. С XII века на Золотарёвском городище появляются военизированные представители аскизской культуры с Енисея. Наиболее ярким свидетельством этого являются железные накладки конской сбруи, покрытые золотом.
Здесь предположительно в 1237 году произошло сражение между защитниками средневекового городка, населённого предками современных народов Поволжья, и идущим на Русь монгольским войском. Крепость была весьма укреплённой. Предполагают, что частокол, которым она была огорожена, был высотой до 10 м. Во время битвы с монголами всё поселение было выжжено. Здесь погибло около 2000 человек. По мнению Г. Н. Белорыбкина, это была первая попытка противостоять нашествию монгольского войска.
В настоящее время на территории городища проводятся экскурсии и реконструкции боёв.

## Легенды
В устных легендах, связанных с Золотарёвским городищем, изложенных в газетной статье журналиста Н. Крюкова, Золотарёвское городище называют мокшанским словом «Серня» .

## Документальные фильмы
- «Искатели — Золотая стрела Батыя» (2004)[8]
- «Битвы средневековья. Фильм I. — Непокоренные. 1237 г.» (2009)[9]